# Psychotria hollandiae
Psychotria hollandiae är en måreväxtart som beskrevs av Theodoric Valeton. Psychotria hollandiae ingår i släktet Psychotria och familjen måreväxter.

## Underarter
Arten delas in i följande underarter:
- P. h. hollandiae
- P. h. pioraensis
- P. h. whitei